# Норичник многостебельный
Нори́чник многосте́бельный (лат. Scrophulāria multicaūlis) — многолетнее травянистое растение, вид рода Норичник (Scrophularia) семейства Норичниковые (Scrophulariaceae).

## Ботаническое описание
Растение 20—45 см высотой. Стебли многочисленные, ветвистые, реже простые, восходящие, мелкожелезистые, в нижней части тёмно-фиолетовые.
Листья продолговато-яйцевидные формы, длиной 30—50 мм и шириной 5—15 мм, перисторассечённые до или почти до центральной жилки на ланцетные, обычно зубчатые доли, рассеянно-мелкожелезистые, черешки длиной 5—15 мм.
Цветки собраны в длинные кистевидные соцветия. Оси соцветий, узколинейные прицветники и цветоножки густожелезистые. Чашечка длиной 2—3 мм, её доли округло-яйцевидные, плёнчато окаймлённые. Венчик тёмно-фиолетовый, длиной 5—6 мм. Тычинки с железистыми нитями и тёмно-фиолетовыми пыльниками не выступают из венчика. Цветёт в мае — июле.
Коробочка округло-яйцевидная, бурая, длиной 3—4 мм.

## Распространение и среда обитания
Растёт в степях, на открытых каменистых склонах, скалах, песчаных местах, по берегам солёных озёр, на солончаках. Встречается только в республике Хакасия и в Красноярском крае. Известно всего несколько местонахождений. Является эндемиком Сибири. Образуют небольшие популяции с малой численностью особей.

## Охранный статус
Растение включено в Красные книги Республики Хакасии и Красноярского края. В Красной книге Хакасии имеет статус 2 — сокращающийся в численности вид. Основная угроза — это степные пожары и выпас скота. Местообитания вида включены в состав Хакасского заповедника и заказника «Июсский».